# 臺北聯營公車調度站列表
臺北聯營公車調度站列表，係整理參與臺北聯營公車系統的各家市區汽車客運業者所設置的調度站，調度站僅供汽車客運業者調度車輛、停車發車以及公車駕駛休息之用，並不得讓一般旅客於站內上下車，與一般汽車客運車站有分別。

## 三重客運
- 蘆洲一站：新北市蘆洲區中正路333號
- 蘆洲二站：新北市蘆洲區光榮路5號
- 新莊站：新北市新莊區新樹路72之10號
- 輔大站：新北市新莊區中正路512號
- 樹林站：新北市樹林區中山路二段82巷2號
- 泰山站：新北市五股區民義路一段247之2號
- 八里站：新北市八里區中華路三段68號
- 淡海站：新北市淡水區中正路二段55之1號
- 林口站：新北市林口區中華路9號
- 中港站：新北市泰山區泰林路二段66號
- 土城站：新北市土城區中央路一段365巷12號
- 迴龍站：桃園市龜山區萬壽路一段553號
- 公西站：桃園市龜山區復興三路56號
- 南港站：臺北市南港區重陽路69號
- 濱江站：臺北市中山區濱江街301巷

## 大有巴士
- 舊莊站：臺北市南港區舊莊街二段17號
- 中華站：臺北市南港區研究院路三段168號
- 新莊站：新北市泰山區泰林路一段6-1號

## 大南汽車
- 內湖站：臺北市內湖區新湖二路345號
- 士林站：臺北市北投區關渡路口
- 秀山站：臺北市北投區秀山路45號
- 北投站：臺北市北投區秀山路30號旁停車場
- 關渡站：臺北市北投區關渡路口
- 土城站：新北市土城區明德路一段389之1號

## 大都會客運
- 內湖站：臺北市內湖區民權東路六段11巷6號
- 東湖站：臺北市內湖區康樂街210號對面
- 東園站：臺北市萬華區萬大路612號（環河南路三段高架橋下）
- 建北站：臺北市中山區建國北路三段之高架橋下
- 舊莊站：臺北市南港區舊莊街一段199巷16弄12號
- 凌雲站：臺北市南港區研究院路三段50號
- 麟光站：臺北市大安區和平東路530巷巷口
- 榮總站：臺北市北投區石牌路二段115號1樓
- 松德站：臺北市信義區松德路300號
- 松職站：臺北市松山區松山路650巷巷口
- 萬芳站：臺北市文山區萬美街一段17號
- 吳興街站：臺北市信義區吳興街527號
- 士林站：臺北市士林區基河路368號1樓
- 陽明山站：臺北市北投區紗帽路143號
- 中和站：新北市中和區中山路二段378號
- 蘆洲站：新北市蘆洲區中山二路301-1號
- 新莊站：新北市新莊區新北大道四段348號
- 林口站：新北市林口區文化北路一段568號（與臺北客運共用場地）
- 四海站：新北市土城區石門路15號之1（與臺北客運共用場地）

## 中興巴士
- 故宮站：臺北市士林區故宮路7巷14號
- 泰山站：新北市泰山區半山雅路33號（與指南客運共用場地）
- 天母站：臺北市士林區士東路臨353巷臨2-1號
- 三重站：新北市蘆洲區永安南路一段1巷1弄19號旁
- 三芝站：新北市三芝區忠孝街178之1號（與淡水客運共用場地）
- 汐止站：新北市汐止區鄉長路1段273號旁
- 中和站：新北市中和區連城路631-1號（與光華巴士共用場地）
- 士林站：臺北市士林區中正路與基河路口（與光華巴士共用場地）

## 光華巴士
- 北峰站：新北市汐止區福德二路170號旁
- 東湖站：臺北市內湖區安康路226巷21弄21號左前
- 海專站：臺北市士林區延平北路九段285號
- 社子站：臺北市士林區延平北路六段410號
- 天東站：臺北市士林區東山路110巷2號
- 天西站：臺北市士林區中山北路七段185號
- 中和站：新北市中和區連城路631-1號（與中興巴士共用場地）
- 士林站：臺北市士林區中正路與基河路口（與中興巴士共用場地）

## 東南客運
- 內湖站：臺北市內湖區新湖二路182號（東南客運公司後方）
- 松德站：臺北市信義區松德路300號（與大都會客運共用場地）
- 萬芳站：臺北市文山區富德段二小段270及270-2號（近國道三號木柵交流道）

## 欣欣客運
- 東湖站：新北市汐止區忠三街5號
- 華江站：臺北市萬華區長順街58號
- 景德站：臺北市文山區景福街137號對面
- 景新站：新北市中和區興南路3段43號
- 木柵站：臺北市文山區木柵路五段18之2號
- 深坑站：新北市深坑區北深路三段69號
- 興隆站：臺北市文山區景豐街61號
- 中興站：新北市新店區寶橋路235巷250-2號
- 中央站：新北市新店區中正路水源快速道路橋下（青鳥碧瑤高爾夫練習場前）

## 指南客運
- 新光站：臺北市文山區木柵路100-1號邊
- 安和站：新北市新店區安業街4號
- 淡海站：新北市淡水區淡海路245號
- 樹林站：新北市樹林區新興街32號
- 錦繡站：新北市新店區錦秀路1號對面
- 淡大站：新北市淡水區大忠街(淡江大學側門對面)
- 五股站：新北市五股區成泰路1段136號
- 泰山站：新北市泰山區半山雅路15號（與中興巴士共用場地）
- 深坑站：新北市深坑區北深路一號對面
- 麟光站：台北市大安區臥龍街427巷旁

## 首都客運
- 三重一站：新北市蘆洲區復興路323巷188號
- 三重二站：新北市蘆洲區復興路323巷8號（與臺北客運共用場地）
- 二重站：新北市蘆洲區國道路二段55號
- 新莊一站：新北市新莊區民安東路117號
- 新莊二站：新北市新莊區新樹路293巷8號
- 三峽一站：新北市三峽區大勇路32號（與臺北客運共用場地）
- 內湖站：臺北市內湖區新湖一路277號
- 東園站：臺北市萬華區萬大路504-2號
- 士林站：臺北市北投區福美路227號
- 南港站：臺北市南港區向陽路168號
- 經貿站：臺北市南港區松河街666號
- 汐止一站：新北市汐止區福德二路377號
- 汐止二站：新北市汐止區福德二路300號
- 社子站：臺北市士林區延平北路九段323號
- 安康站：臺北市內湖區安康路16號
- 民生站：臺北市松山區撫遠街419-1號（與臺北客運共用場地）
- 板橋前站：新北市板橋區中正路379巷17號
- 板橋站：新北市板橋區板城路999號

## 淡水客運
- 淡水站：新北市淡水區新興街126號
- 三芝站：新北市三芝區忠孝街178之1號（與中興巴士共用場地）
- 八里站：新北市八里區中華路3段51號旁
- 新市站：新北市淡水區後洲路崁頂三路口

## 新北客運
- 五堵站：基隆市七堵區明德三路113號旁

## 新店客運
- 新店站：新北市新店區新烏路一段26巷35-1號
- 錦繡站：新北市新店區安康路三段567號

## 臺北客運
- 四海站：新北市土城區石門路15號之1（與大都會客運共用場地）
- 南雅站：新北市板橋區四川路2段130巷39弄3號
- 中和站：新北市中和區錦和路201號
- 新店站：新北市新店區安祥路102之1號
- 三峽一站：新北市三峽區大勇路32號（與首都客運共用場地）
- 三峽二站：新北市三峽區三樹路192號旁
- 木柵站：臺北市文山區木柵路二段79號
- 樹林站：新北市樹林區樹新路28號
- 歡仔園站：新北市板橋區僑中一街150號
- 民生站：臺北市松山區撫遠街419－1號（與首都客運共用場地）
- 板橋後站：新北市板橋區和平路16號
- 中華站：臺北市南港區研究院路三段175巷1號
- 林口站：新北市林口區文化北路一段568號（與大都會客運共用場地）
- 五福站：新北市板橋區萬板路810號之1
- 蘆洲站：新北市蘆洲區光明路136號左側
- 國慶站：新北市板橋區國慶路122號
- 三重二站：位於新北市蘆洲區復興路323巷8號（與首都客運共用場地）